# Jotham Johnson
Pour les articles homonymes, voir Johnson.
Jotham Johnson (1905-1967) est un archéologue américain.
Il a fait ses études à l'université de Pennsylvanie, où il a reçu son doctorat en 1931.
En 1929, il participe comme épigraphiste aux fouilles américano-française de l'université Yale sur le site de Doura-Europos (Syrie), dirigée par M. I. Rostovtzeff. Le directeur des fouilles sur le terrain étant l'architecte Maurice Pillet.